# 汗腾格里清真寺
汗腾格里清真寺（維吾爾語：خانتەڭرى مەسچىتى‎），也被称为汗腾格里大寺（維吾爾語：خانتەڭرى جامەسى‎）是中华人民共和国新疆维吾尔自治区乌鲁木齐市天山区的清真寺，因汗腾格里峰而得名。位于解放南路23号。汗腾格里清真寺最早可追溯到清代乾隆年间，如今的汗腾格里清真寺新建于二十世纪80年代。

## 名称
汗腾格里清真寺在历史上有多种称呼，因其地处迪化城南门，所以被称为南门寺或南关清真寺。汗腾格里清真寺还曾有过“维吾尔族寺”、“喀什寺”、“热斯提寺”、“肉孜阿吉清真寺”、“天棚寺”的称呼。如今，汗腾格里清真寺亦会被称为“汗腾格里清真大寺”。

## 历史
汗腾格里清真寺的建寺史记载不一，其中较早的可追溯到乾隆四十年（公元1775年），另外还有同治三年（公元1864年）建寺之说、同治十一年（公元1872年）建寺之说以及光绪八年（公元1882年）建寺之说。在袁大化所著《新疆图志》中对同治三年时期的南关礼拜寺的记载为：“回众集南关礼拜寺列炬戈义事。 ”讲述的是在同治初年，以妥明为首的回民在南关礼拜寺集会议事，最终成为同治新疆回乱的一部分的历史。然而此处关于南关礼拜寺仅说明同治初年南关有清真寺，而具体特指哪一座清真寺并无记载。
光绪二十八年（公元1902年），南门寺重修。这次修建的清真寺占地2800平方米，建筑面积750平方米。清真寺为方形土木结构伊斯兰建筑，坐西向东。清真寺设有礼拜殿，并有翘檐走廊。并建有大约10米高的宣礼塔，宣礼塔中层有平台，宣礼塔顶端有伊斯兰教的象征，一弯新月。在民国二十六年（公元1937年），因为需要拓宽马路，需要拆除位于马路西侧的南门寺宣礼塔。在维吾尔族瓦匠吾木尔阿吉的带领下，在宣礼塔塔基下挖槽，并用原木滚动的方法，将得数十吨重的宣礼塔向后移动了6-7米。使得该宣礼塔又保留了半个世纪。这座清真寺直到二十世纪80年代中，才因年久失修后拆毁，并重建新的清真寺，也就是现在的汗腾格里清真寺。
1985年，总投资达168万元人民币的汗腾格里清真寺开始建设，投资中的30万元由政府出资，其余来自于穆斯林的集资。寺址从原来的乌鲁木齐市解放南路北端西迁至现址。1987年，汗腾格里清真寺正式启用。清真寺以天山山脉的汗腾格里峰命名，同时也有“拜主处所”之意。2017年时，汗腾格里清真寺的伊玛目为努尔买买提·阿皮孜大毛拉。汗腾格里清真寺的寺管会主任是阿迪力·阿不都热依木。

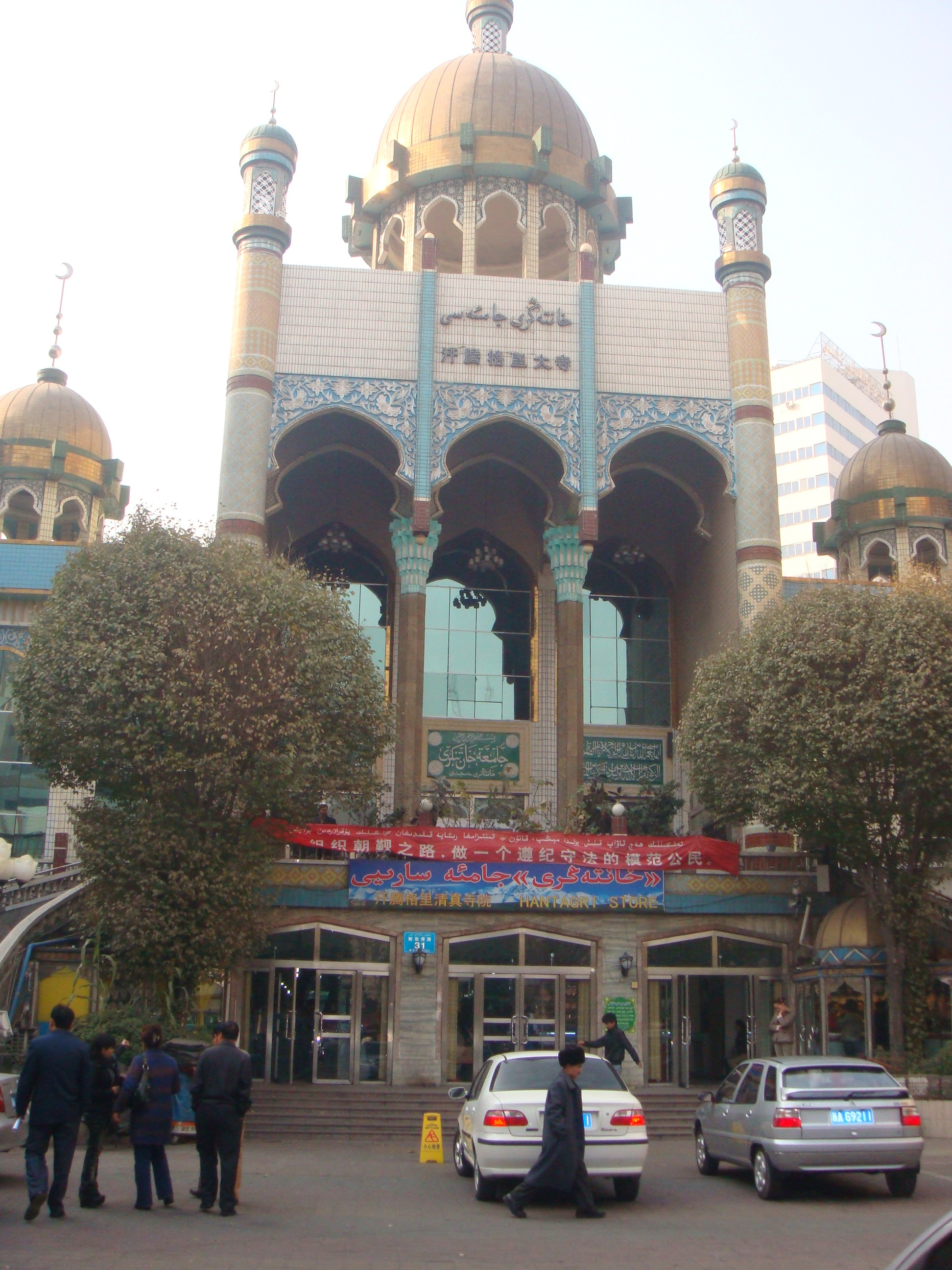
2008年的汗腾格里清真寺

## 建筑特点
汗腾格里清真寺位于南门，坐西向东。是一座呈现方形的四层塔楼建筑。汗腾格里清真寺建筑总面积2,800平方米。第一层为面积近740平方米的地下室，第二层即地上一层，为260平方米的沐浴室、埋体房、理发室等生活用房及近480平方米的汗腾格里寺院商场。汗腾格里寺院商场内是数十家穆斯林个体户，在此经营服装、日用百货等商品。商场前有半螺旋的阶梯，沿阶而上即汗腾格里清真寺第三层，也是汗腾格里清真寺的主体部分礼拜殿。汗腾格里清真寺礼拜殿前有阳台，两侧则为楼廊并与侧厅相连。清真寺内有六根经过雕刻的圆柱，角隅纹样和二方连续纹样在天棚组成了多层次的装饰。礼拜殿的墙有各式浮雕装饰，其中圣龛内部有包括卷草纹样浮雕、镂空纹样浮雕等不同装饰。礼拜殿拥有宽敞明亮的环境，可容纳千人同时礼拜，礼拜殿内的诵经台也经过较为复杂的装饰。礼拜殿南北墙上共有32个钢窗，门、窗周边有以卷草纹样为主的各类浮雕。礼拜殿的两侧有多个拱券形式装饰的侧厅。礼拜殿四角有四个塔柱。礼拜殿及侧厅顶部均为穹顶小亭。汗腾格里清真寺第四层为经学班教学楼。